# Alejandro Silva Vilches
Alejandro Octavio Silva Vilches (* 31. Dezember 1947 in Molina; † 21. Dezember 2018 ebenda) war ein chilenischer Fußballspieler. Der Abwehrspieler gewann vier chilenische Meisterschaften und kam mit dem CSD Colo-Colo ins Finale der Copa Libertadores 1973.

## Karriere

### Verein
Alejandro Silva spielte in der Jugend in seiner Heimatstadt bei Atlético de Molina und wurde bei einem Turnier in Talca vom Universidad de Chile entdeckt, zu dem er 1965 in die Jugend wechselte. 1969 debütierte der Abwehrspieler beim Ballet Azul, wie das Team durch die erfolgreichen 1960er Jahre genannt wird, das auch 1969 mit Silva Meister wurde. 1970 wechselte Silva mit dem erfahrenen Leonel Sánchez, der die Verpflichtung Silvas beim neuen Klub empfahl, zum CSD Colo-Colo. Mit den Albos wurde Silva 1970 und 1972 zwei Mal Meister. Zudem erreichte Silva das Finale gegen Copa Libertadores 1973 und musste sich Rekordsieger CA Independiente nach zwei Unentschieden im Entscheidungsspiel geschlagen geben.
1974 ging Silva zu einem weiteren Spitzenklub des Landes. Mit Unión Española gewann er 1975 erneut die Meisterschaft, wurde aber von Trainer Luis Santibáñez immer seltener eingesetzt. So beendete Silva 1975 seine aktive Karriere, setzte diese aber durch ein lukratives Angebot 1977 bei Deportes Aviación fort und spielte dann 1978 seine letzte Saison im Profifußball.

## Erfolge
Universidad de Chile
- Chilenischer Meister: 1969

Colo-Colo
- Chilenischer Meister: 1970, 1972

Unión Española
- Chilenischer Meister: 1975